# San Francisco Chihuindo
San Francisco Chihuindo är en ort i Mexiko.   Den ligger i kommunen Valle de Santiago och delstaten Guanajuato, i den centrala delen av landet, 260 km väster om huvudstaden Mexico City. San Francisco Chihuindo ligger 1 712 meter över havet och antalet invånare är 441.
Terrängen runt San Francisco Chihuindo är platt åt sydost, men åt nordväst är den kuperad. Runt San Francisco Chihuindo är det ganska tätbefolkat, med 166 invånare per kvadratkilometer. Närmaste större samhälle är Abasolo, 15,6 km nordväst om San Francisco Chihuindo. Trakten runt San Francisco Chihuindo består till största delen av jordbruksmark.